# Koszmosz–60
A Koszmosz–60 (oroszul: Космос 60 vagy Luna E–6–9) Koszmosz műhold, a szovjet műszeres műhold-sorozat tagja, holdautomata a Luna-program része.

## Küldetés
A Luna–4 feladatának folytatásaként a Hold megközelítése – sima leszállás, felületének fényképezése, repülés közben a kozmikus sugárzás, a napszél, a mikrometeoritok, az interplanetáris anyag és a Hold mágneses terének vizsgálata.

## Jellemzői
1965. március 12-én a Bajkonuri űrrepülőtér indítóállomásról egy párhuzamos elrendezésű, háromfokozatú Molnyija hordozórakétával (8K78) juttatták Föld körüli parkolópályára. Az orbitális egység pályája 89,1 perces,  64.8 fokos hajlásszögű, elliptikus pálya perigeuma 201 kilométer, apogeuma 287 kilométer volt. Hasznos tömege 6530 kilogramm. Holdra induló hasznos tömege 1600 kilogramm. 
Technikai hiba miatt nem sikerült az utolsó fokozat hajtóművének újraindításával elérni a szökési sebességet. Három ponton stabilizált (kettő Földközpontú, egy Napra érzékeny) űreszköz. A sorozat felépítését, szerkezetét, alapvető fedélzeti rendszereit tekintve egységesített, szabványosított tudományos-kutató űreszköz. Áramforrása kémiai akkumulátorok és napelemek kombinációja.
Felépítése: leszállóegység (felszíni szonda), vezérlőegység, orientációs gáztartály és hideggáz-fúvókák, magasságmérő radar, üzemanyagtartályok és a fékező hajtómű, kormányhajtóművek, csillagérzékelő (tájolás), asztroorientációs rendszerének elektronikája, valamint optikai-mechanikai rádiórendszer-antennák.
Leszállóegység (felszíni szonda):
- fékező rakétarész a szükséges üzemanyaggal,
- légzsák-rendszer, biztosította a – hordozóegységből – ledobott műszeres egység épségét,
- a leszállóegységből négy szárny nyílott ki, biztosítva a stabil helyzetet, egyben antennaként szolgálva,
- a légmentesen lezárt 100 kilogramm tömegű, 60 centiméteres gömbtartály tartalmazta: az akkumulátoros erőforrást, a hőellenőrzőt, a  televíziós egységet, sugárzásdetektort, rádió adó-vevő berendezést, vezérmű-egységet, külső felületén a 4 darab rúdantennát,
- stabilizált állapotban a televíziós kamerák tükörrendszer segítségével fényképezték környezetét, elektronikus feldolgozás után antennájával sugározta vevőállomásaira a képeket.

1965. március 17-én 5 napos szolgálati idő után belépett a légkörbe és elégett.